# Schuppenerdracke
Die Schuppenerdracke (Geobiastes squamiger, Syn.: Geobiastes squamigera) ist ein 28–30 Zentimeter großer Vertreter der Familie der Erdracken.

## Aussehen
Diese Vögel haben ein bräunliches Gefieder. Der Schnabel ist schwarz, der Kopf ist weiß und mit schwarzen Federn geschuppt. Die kurzen, runden Flügel sind grünlich. Die Brust und der Kopf sind schwarzweiß schuppenartig gefärbt. Die Beine sind schwarz oder braun. Der Schwanz ist braun und an den Seiten schwarz.

## Verbreitung und Lebensraum
Diese Art kommt in den Regenwäldern von Nordost-Madagaskar vor. Sie bewohnt dort das Unterholz und den Waldboden.

## Lebensweise
Die Schuppenracke jagt vor allem in der Dämmerung und nachts am Boden nach Insekten, Spinnen und kleineren Tieren wie Eidechsen, Fröschen. Sie bewegt sich nur sehr langsam und fast geräuschlos durch das Unterholz. Am Boden läuft sie meist aufrecht oder mit gesenkten Kopf und aufgestellten Schwanz umher. Kurze Pausen verbringt sie meist auf Ästen niedriger Bäume. Wenn sie bedroht wird, fliegt sie sehr schnell auf. Es wird vermutet, dass sie Winterschlaf in Erdhöhlen hält. Sie hat eine sehr tiefe, dumpfe Stimme.

## Fortpflanzung
Ihre Brut wird in Baumhöhlen oder in selbst gegrabenen Erdtunneln angelegt. Die Brut findet zwischen Oktober und Januar statt. Das Gelege umfasst bis zu 6 Eier, welche das Weibchen bis zu 18 Tage lang bebrütet. Ein Ei ist ca. 17 Gramm schwer. Die Jungen verlassen das Nest im Alter von einem Monat.

## Gefährdung und Schutzmaßnahmen
Diese Art wird von der IUCN als (Vulnerable) gefährdet eingestuft. Die Gründe dafür sind die Zerstörung ihres Lebensraumes durch Holzschlag und die Umwandlung in landwirtschaftliche Flächen. Vereinzelt werden sie auch zum menschlichen Verzehr oder durch verwilderte Haushunde gejagt. Diese Art kommt in verschiedenen Nationalparks auf der Insel Madagaskar vor.
Der Bestand wird wissenschaftlich dokumentiert.